# Comuna Devin, Smolean
Devin (în bulgară Девин) este o comună în regiunea Smolean, Bulgaria, formată din orașul Devin și 15 sate. 

## Localități componente

### Orașe
- Devin

### Sate
| - Beden - Breze - Ciurukovo - Govren - Grohotno | - Jrebevo - Kesten - Leaskovo - Mihalkovo - Osikovo | - Selcea - Stomanevo - Teșel - Trigrad - Vodni Pad |

## Demografie
Componența etnică a comunei Devin
     Nicio identificare (17,72%)
     Bulgari (68,86%)
     Turci (12,14%)
     Romi (0,79%)
     Altele (0,46%)
La recensământul din 2011, populația comunei Devin era de 13.013 locuitori. Din punct de vedere etnic, majoritatea locuitorilor (68,86%) erau bulgari, cu o minoritate de turci (12,14%). Pentru 17,72% din locuitori nu este cunoscută apartenența etnică.